# Ulysse Pastre
Pour les articles homonymes, voir Pastre.
Ulysse Pastre, né le 19 janvier 1864 à Grand-Gallargues et mort le 29 janvier 1930 à Paris 6e, est un homme politique français.

## Biographie
Né à Grand-Gallargues, ville riveraine du Vidourle, fils de cultivateur, il fait ses études à l'École normale de Nîmes, devient instituteur d'abord à Nîmes puis en 1886 à Saint-Hippolyte-du-Fort, où il reste jusqu'en 1897. Militant socialiste, accusé d'endoctriner ses élèves, il est pour cette raison muté d'office à Rambouillet, mais comme il refuse sa mutation, est mis en congé disciplinaire.
Il se présente alors aux élections législatives de 1898, est élu au second tour face au député sortant Frédéric Gaussorgues, et s'inscrit au groupe socialiste et aux commissions du suffrage universel et du monopole de l'alcool. Membre du Parti ouvrier français (POF), il le quitte en 1899, approuvant la participation ministérielle d'Alexandre Millerand. Rallié à Jaurès, adhérant en 1905 à l'unité socialiste, il s'en sépare en 1907. Réélu député en 1902 et 1906, il est battu en 1910 par André Bourguet.
Il est alors nommé (au choix hors cadre) percepteur à Évreux puis Saint-Cloud, prend sa retraite en 1927 et meurt en 1930. Il est le fondateur de l'Association des anciens enfants de troupe (AET).
Mandats
- Député du Gard (1898-1910)

## Sources
- « Ulysse Pastre », dans le Dictionnaire des parlementaires français (1889-1940), sous la direction de Jean Jolly, PUF, 1960 [détail de l’édition]
- « Pastre (Ulysse) », dans Dictionnaire biographique du Gard, Paris, Flammarion, coll. « Dictionnaires biographiques départementaux » (no 45), 1904 (BNF 35031733), p. 482.